# Vườn quốc gia Charles Darwin
Vườn quốc gia Charles Darwin là một vườn quốc gia nằm ở Lãnh thổ Bắc Úc của Úc, 4 km về phía đông nam của thành phố Darwin.
Vườn quốc gia Charles Darwin có các boong-ke bê tông từ thời Chiến tranh Thế giới II, ngày nay, một trong số đó đã được chuyển đổi thành một trung tâm du khách và nơi tưởng niệmThế Chiến II. Vườn quốc gia Charles Darwin cũng là nơi có một số vị trí ngắm cảnh thành phố Darwin. 
Vườn quốc gia này có nhiều đường mòn cứu hỏa phù hợp cho đi bộ và đi xe đạp leo núi.
Một số sự kiện thường xuyên được tổ chức tại công viên, bao gồm cả các lễ hội Earthdance toàn thế giới.